# Oratemnus samoanus
Oratemnus samoanus es una especie de arácnido del orden Pseudoscorpionida de la familia Atemnidae.

## Distribución geográfica
Se encuentra en las Islas del Pacífico y Jamaica.

## Subespecies
- Oratemnus samoanus samoanus
- Oratemnus samoanus whartoni